# Mycetophila
Genre
Mycetophila est un genre d'insectes diptères de la famille des Mycetophilidae (littéralement « amis des champignons »).

## Classification
Le genre Mycetophila a été créé en 1803 par l'entomologiste allemand Johann Wilhelm Meigen (1764-1845),.

## Espèces fossiles
Selon Paleobiology Database en 2023, il a vingt-sept espèces fossiles référencées, dont trois nomen dubium :
- †Mycetophila agilis Meunier, 1904
- †Mycetophila amoena Heer, 1849
- †Mycetophila antennata Meunier, 1899
- †Mycetophila antiqua Heer, 1849
- †Mycetophila bradenae Cockerell, 1915
- †Mycetophila compressa Loew, 1850
- †Mycetophila confusa Théobald, 1937
- †Mycetophila cordyliformis Meunier, 1904
- †Mycetophila frequens Meigen, 1803
- Mycetophila hispidula - nomen dubium
- †Mycetophila latipennis Heer, 1849
- †Mycetophila leptocera Loew, 1850
- †Mycetophila longipennis Théobald, 1937
- †Mycetophila macrostyla Loew, 1850
- †Mycetophila morio Heer, 1856
- †Mycetophila nana Heer, 1849
- †Mycetophila occultata Scudder, 1877
- †Mycetophila orci Heer, 1864
- Mycetophila phalax  - nomen dubium
- †Mycetophila pulchella Heer, 1849
- Mycetophila pulicaria - nomen dubium
- †Mycetophila pulvillata Loew, 1850
- †Mycetophila pumiliformis Piton, 1935
- †Mycetophila pumilio Heer, 1849
- †Mycetophila pusillima Heer, 1864
- †Mycetophila spinosa Jentzsch, 1892
- †Mycetophila vectensis Cockerell 1915[2]

## Liste d'espèces
Il y a plus de 740 espèces décrites dans le genre Mycetophila,,.

## Galerie

Quelques espèces sœurs vivantes du genre Mycetophila.
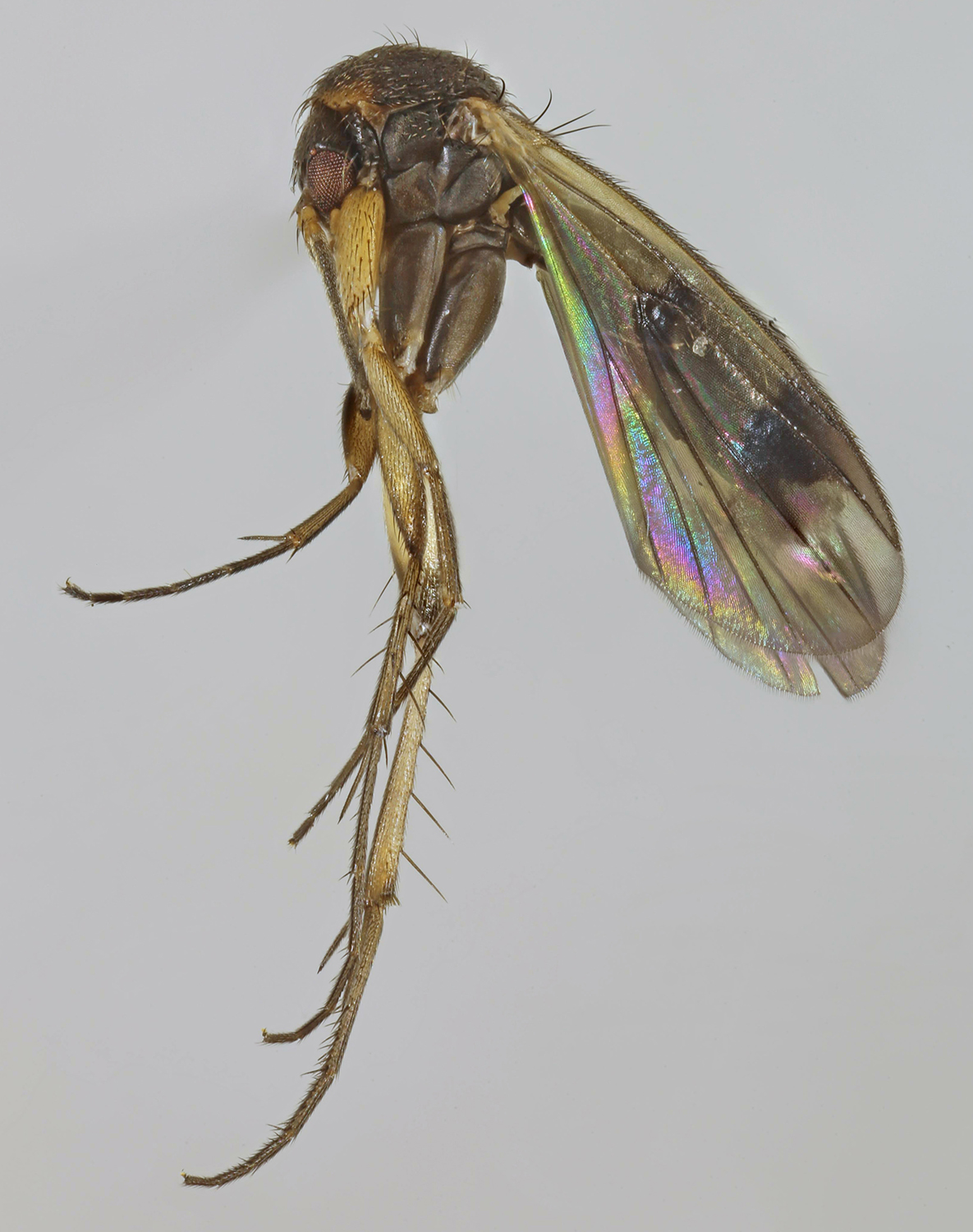
Mycetophila abiecta.
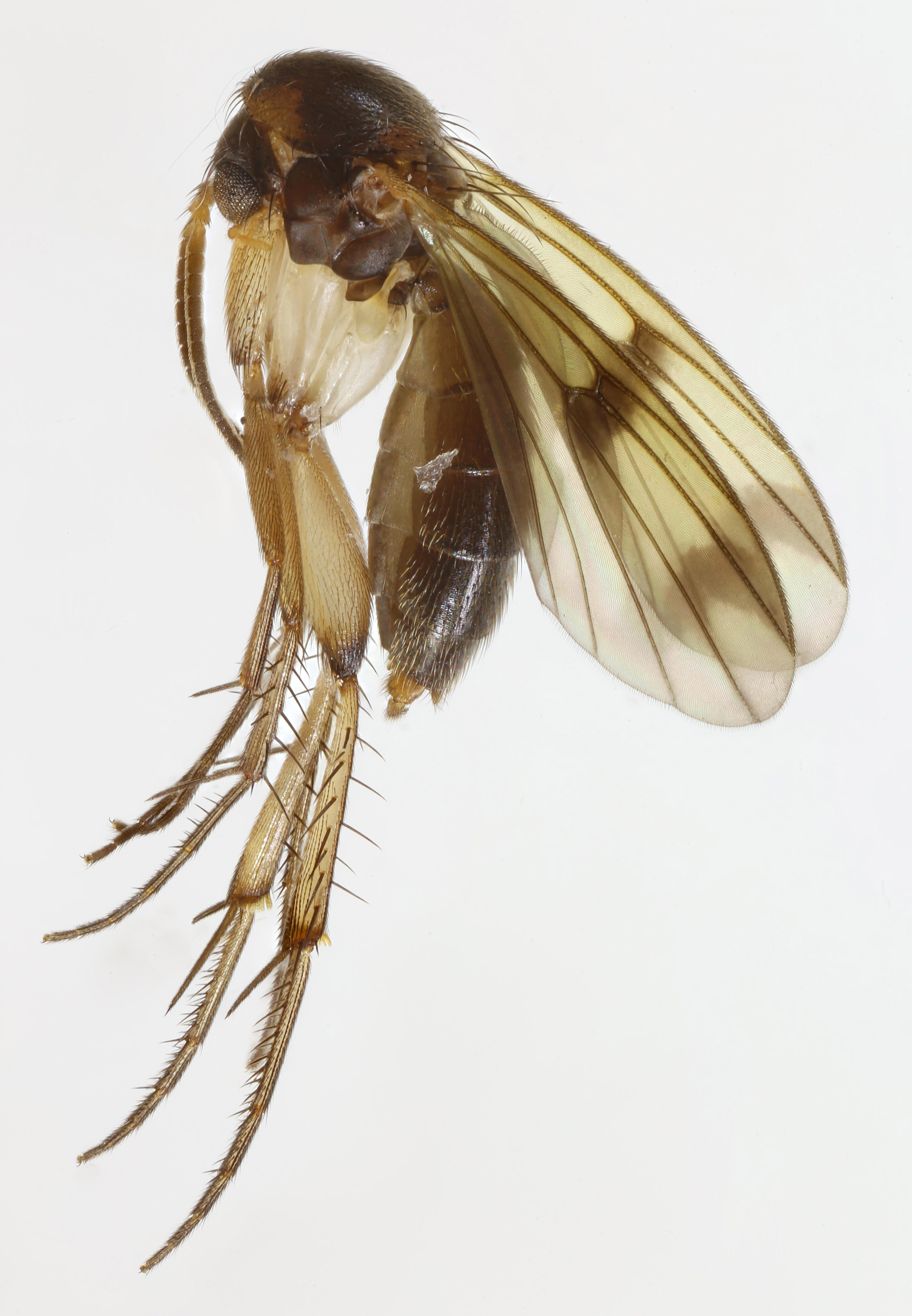
Mycetophila curviseta.
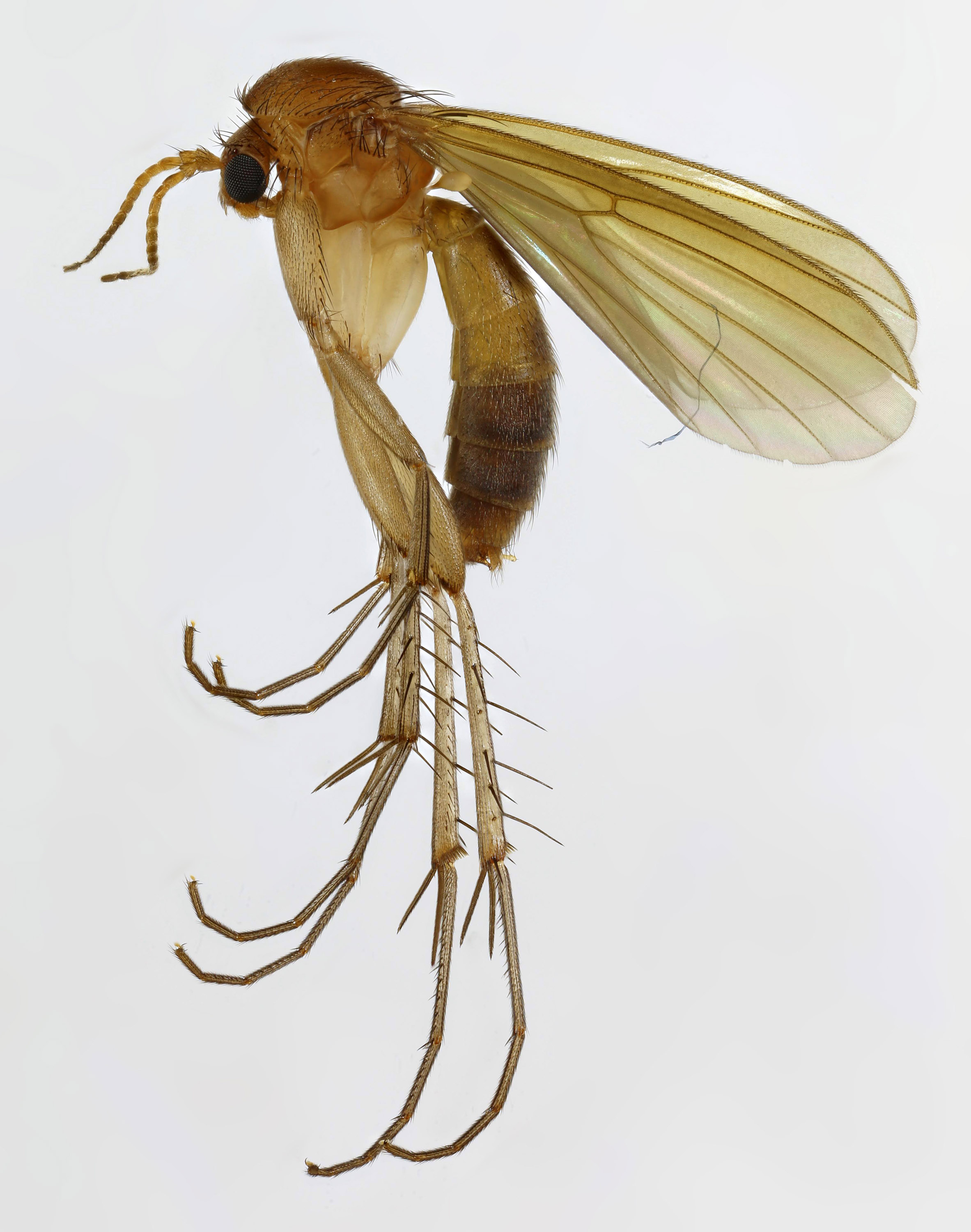
Mycetophila fungorum.
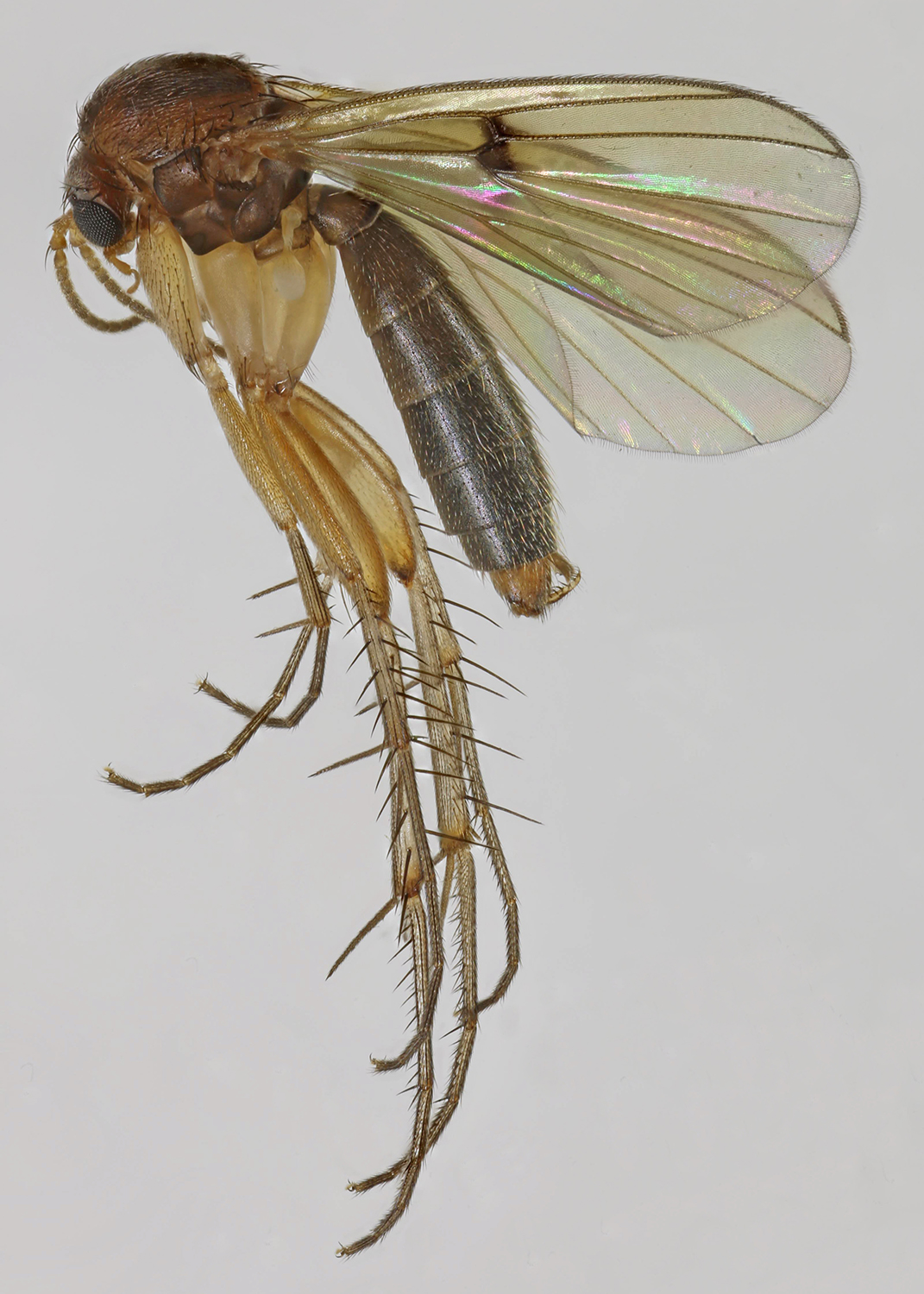
Mycetophila ichneumonea.
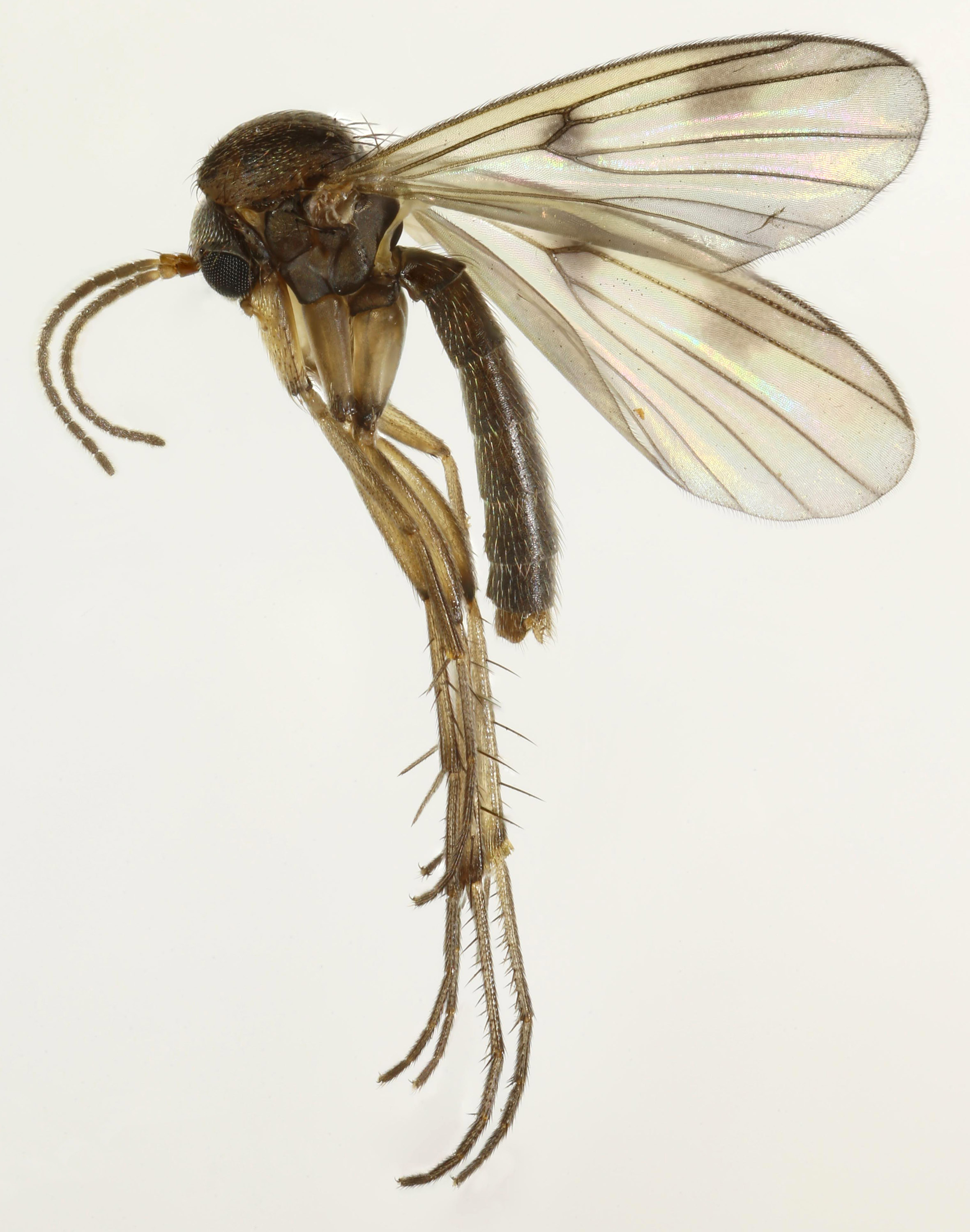
Mycetophila ocellus.
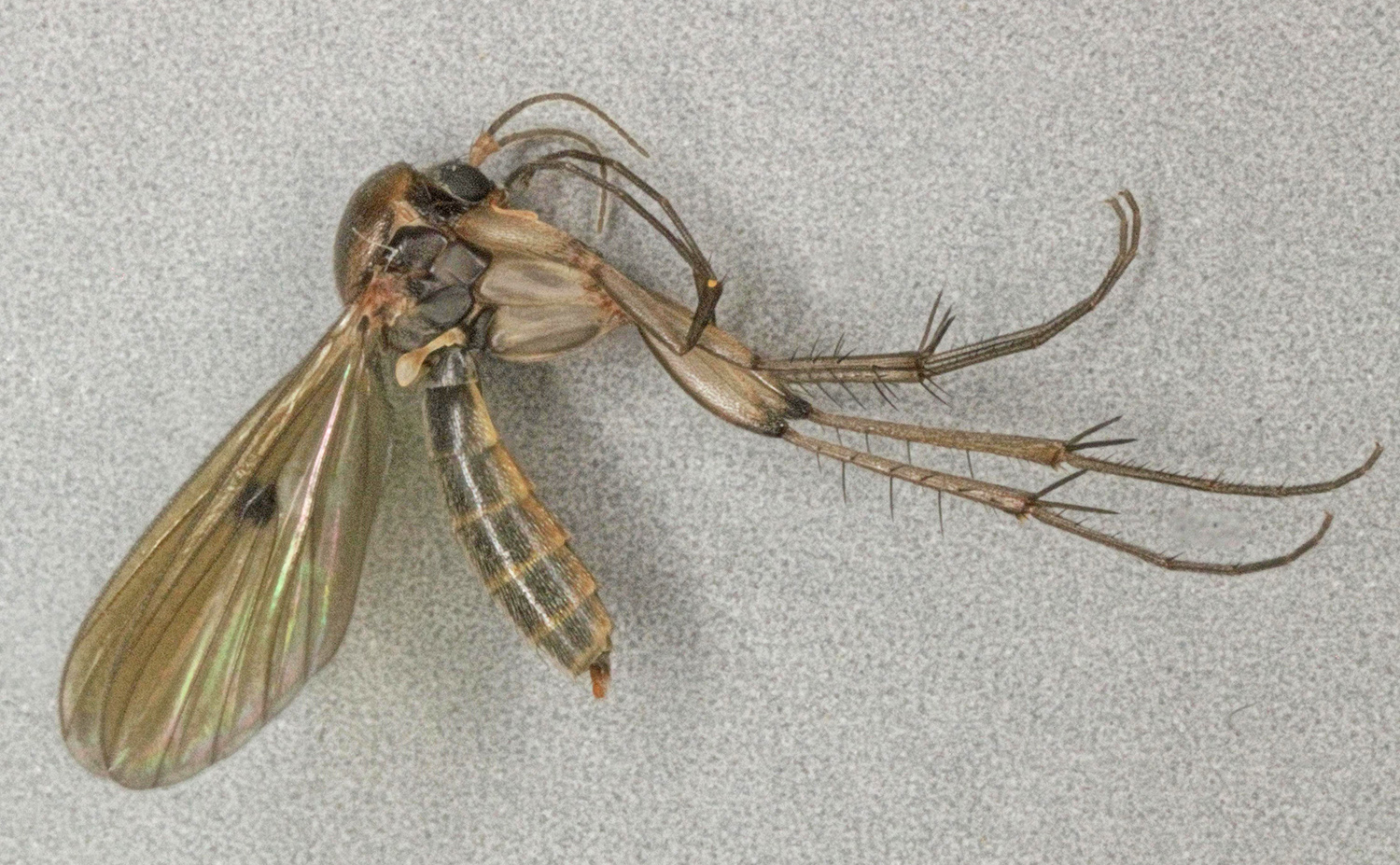
Mycetophila unipunctata.

### Publication originale
- (de) Joh. Wilh. Meigen, « Versuch einer neuen Gattungseintheilung der europäischen zweiflügeligen Insekten », Magazin für Insektenkunde, vol. 2,‎ 1803, p. 259-281 (lire en ligne).